# アンジェリーク 天空の鎮魂歌
『アンジェリーク 天空の鎮魂歌』（アンジェリーク てんくうのレクイエム）は、コーエー（PC-FX版は日本電気ホームエレクトロニクス（NECホームエレクトロニクス））から発売された女性向けゲームソフト。

## 概要
アンジェリークシリーズ第2作『アンジェリークSpecial2』のアンジェリーク・コレットを主人公としたゲームでシリーズ初のRPGである。
RPGではあるが恋愛イベントや各男性キャラクターとのマルチ恋愛エンディングが存在するのが特徴。
ストーリーは第2作の後日談である。

## 歴史
アンジェリーク 天空の鎮魂歌1998年4月2日発売。PC-FX用ソフト。NECホームエレクトロニクスより発売。
アンジェリーク 天空の鎮魂歌1999年2月4日発売。プレイステーション用ソフト。コーエーより発売。
プレイステーション版のみ8800円（税抜で）初回限定のプレミアBOXが発売されている。

## ストーリー
新たに創造された新宇宙の女王となったアンジェリークは補佐官のレイチェルとともに忙しい日々を送っていた。
そこにアンジェリークの故郷である旧宇宙が皇帝レヴィアスと名乗る者に襲われたとの連絡が入る。
旧宇宙の女王補佐官、ロザリアに助けを求められたアンジェリークは旧宇宙の女王、守護聖たちを解放するため旅立つ。

## 登場人物
詳細についてはアンジェリークシリーズの登場人物を参照のこと。

### 女王
- 新宇宙の女王アンジェリーク （声:浅田葉子）※OVA・ドラマCDのみ
- 新宇宙の女王補佐官レイチェル （声:長沢美樹）

### 守護聖
旧宇宙の女王に仕え、宇宙を構成する9つの力「サクリア」を司る存在。
- 光の守護聖ジュリアス （声：速水奨）
- 闇の守護聖クラヴィス （声：塩沢兼人）
- 風の守護聖ランディ （声：林延年）
- 水の守護聖リュミエール （声：飛田展男）
- 炎の守護聖オスカー （声：堀内賢雄）
- 緑の守護聖マルセル （声：結城比呂）
- 鋼の守護聖ゼフェル （声：岩田光央）
- 夢の守護聖オリヴィエ （声：子安武人）
- 地の守護聖ルヴァ （声：関俊彦）

注）闇の守護聖クラヴィスについては3名の声優が演じているが特記のない限り、本記事では塩沢兼人とする。詳細については「アンジェリークシリーズの登場人物」の声優についての項を参照のこと。

### 教官
『アンジェリークSpecial2』において新宇宙の女王を選出する女王試験で教官役を務めた人々。現在は教官の任は解かれている。
- 精神の教官ヴィクトール （声:立木文彦）
- 感性の教官セイラン （声:岩永哲哉）
- 品位の教官ティムカ （声:私市淳）

### 協力者
『アンジェリークSpecial2』において新宇宙の女王を選出する女王試験で協力者役を務めた人々。現在は協力者の任は解かれている。
- 王立研究員エルンスト  （声:森川智之）
- 占い師メル （声:冬馬由美）
- 謎の商人 （声:真殿光昭）

### その他の人々
- 第256代旧宇宙の女王アンジェリーク （声:白鳥由里）
- 第256代旧宇宙の女王補佐官ロザリア （声:三石琴乃）
- 流浪の剣士アリオス （声:成田剣）

## スタッフ
- 総括：ルビー・パーティ（コーエー）
- キャラクターデザイン：由羅カイリ
- 音楽：藤澤道雄
- アニメーション制作：メディアビジョン

## 関連アイテム

### OVA
「アンジェリーク 〜白い翼のメモワール〜」（メイキング・上・下）、2000年発売
アンジェリークシリーズのOVA第1弾。

#### スタッフ
- 監督・演出 - 清水明
- キャラクターデザイン - 由羅カイリ
- アニメーションキャラクターデザイン - 林明美、川嶋恵子
- 脚本 - 草薙陀美鳥
- 絵コンテ - 玉野陽美
- 作画監督 - 藤岡真紀
- 美術監督 - 高野正道
- 撮影監督 - 山下朝美
- 色彩設計 - 有尾由紀子
- 音楽 - 伊藤真澄
- 音響監督 - 菊田浩巳
- アニメーション制作 - ゆめ太カンパニー
- 企画・制作 - コーエー

#### 主題歌
オープニング「自由の使者」
作詞 - Ryo Taguchi / 作曲 - Katsumi Ohnishi / 歌 - JET SETS
エンディング「HELLO」
作詞 - Ryo Taguchi / 作曲 - Katsumi Ohnishi / 歌 - JET SETS

### CD

#### ドラマ（外伝）
- 禁域の鏡
  - アンジェリーク外伝3 禁域の鏡1～4
  - アンジェリーク外伝3 禁域の鏡 音楽集・楽園舞踏

#### ヴォーカル、音楽集
- 交響詩 アンジェリーク 天空の鎮魂歌
- 幻奏詩 アンジェリーク 白い翼のメモワール（OVA『アンジェリーク 〜白い翼のメモワール〜』のOP & EDを収録）

### 小説
- 小説アンジェリーク 天空の鎮魂歌 黒き翼のもとに：草薙陀美鳥・光栄・全1巻、新装版・全1巻

外伝小説であり、2011年に発売されたゲーム『アンジェリーク 魔恋の六騎士』の原案である。